# Doane Robinson

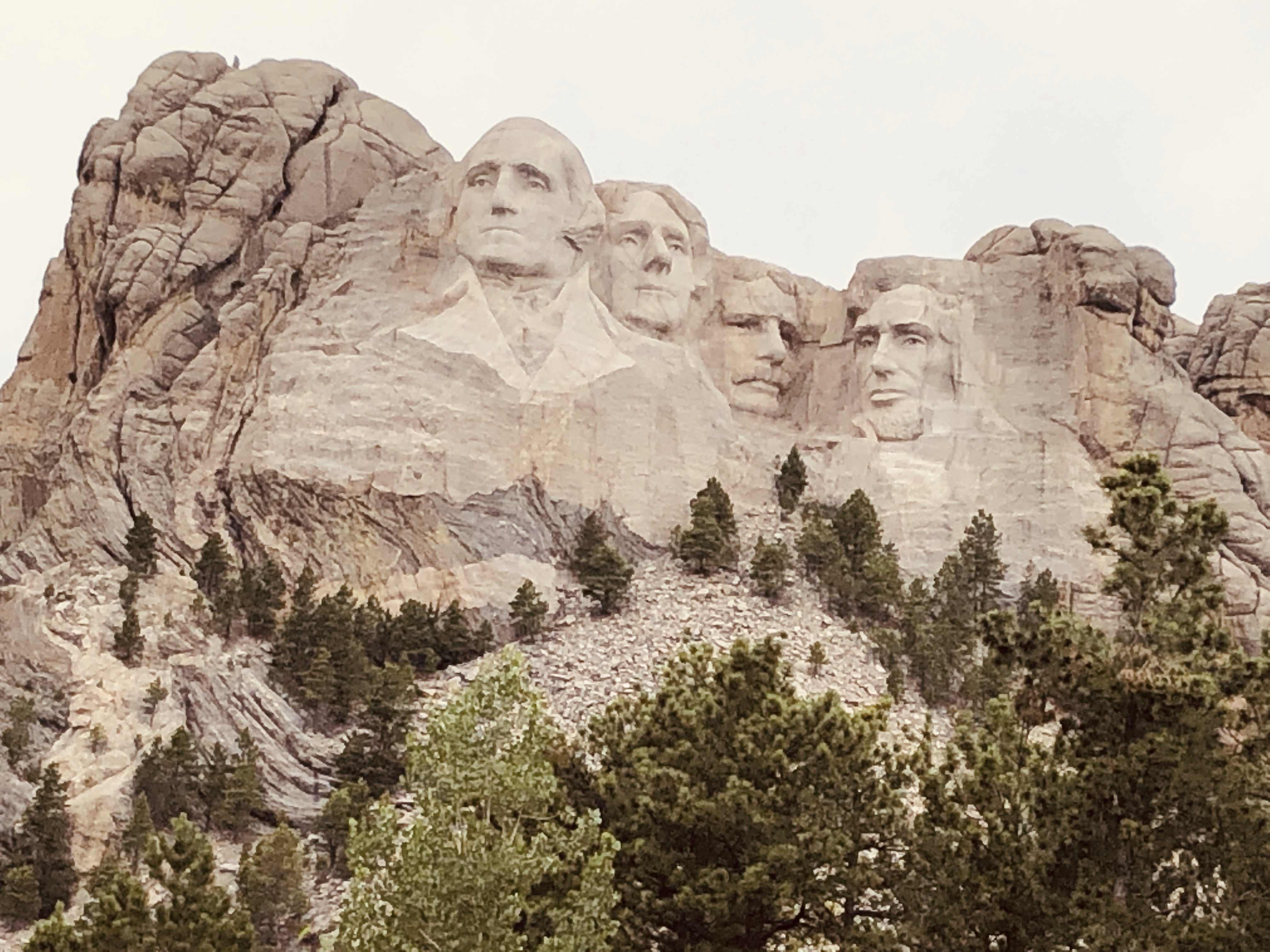
Núi Rushmore

Doane Robinson (19/08/1856 - 27/12/1946) là một nhà sử học người Mỹ cũng như là người lên ý tưởng tạc tượng các vị tổng thống trên núi Rushmore. Ông lên ý tưởng này với mục đích gia tăng sự phát triển du lịch cho Black Hills, bang South Dakota.